# Абордаж (гурт)
«Аборда́ж» — павер-метал гурт, заснований у Феодосії в 1992 під назвою «Disaster», в 1997 перейменований на «Абордаж», а у 2004 році переїхав до Санкт-Петербурга. Склад:
- Андрій Машошин — вокал, ритм-гітара (Citadel) (1992-)
- Денис «Боча» Бочкарьов — клавішні (Скрабл) (1999—2004, 2006-, також ударні 2001)
- Вадим «Wayland» Паршуткін — соло-гітара (Fear of Insomnia) (2005-2006, 2009-)
- Іван Ширяєв — ударні (2010-)
- Олексій Стрельцов — бас-гітара (2010-) (Эксергия)

## Історія

### Disaster (1992—1997)
1992—1994 в Криму під Феодосією в селищі Приморське зібрався музичний колектив у складі:
- Андрій Машошин — вокал, ритм-гітара
- Стас Мягков — бас-гітара
- Коля Карлович — соло-гітара
- Валентин «Вел» Дудін — ударні

Спочатку звалися Disaster. Репетирували на верандах приватних будинків, постійно перебираючись з місця на місце. З ініціативи Стаса Мягкова деякий час базувались в приміщенні спортивної школи з важкої атлетики.
1994 року пішов в армію Андрій Машошин. Навесні 1995 за ініціативою Вела музики перебазувалися до будівлі СПТУ N18 в Приморському, і це училище стало їх постійною репетиційною базою. Влітку 1996 повернувся Машошин, але пішов в армію Вел. Його місце за барабанами зайняв Стас Мягков. Восени 1996 в гурті з'явилась клавішниця Оксана Ткач.
1997 року прийшов бас-гітарист Володимир Кириленко («Вова Гітлер»). Задумались щодо зміни назви. Стас Мягков (на той час основний композитор) вигадав назву «Абордаж» та намалював логотип.
Перший виступ відбувся на святкуванні Дня вчителя в актовій залі СПТУ N18 у вересні 1997. Виступили в складі:
- Андрій Машошин — вокал, ритм-гітара
- Стас Мягков — ударні
- Коля Карлович — соло-гітара
- Володимир «Гітлер» Кириленко — бас-гітара
- Оксана Ткач — клавішні

Зіграли 3 речі: «Дьяволица», «Пиво» і кавер на пісню гурту Ария.
Концерт, що відбувся в грудні 1997 в СПТУ N18, знаменний тим, що на заднику сцени вперше представили на огляд глядачів логотип групи. Команда грала в складі:
- Андрій Машошин — вокал, соло-гітара
- Стас Мягков — ритм-гітара
- Володимир «Гітлер» Кириленко — бас-гітара
- Оксана Ткач — клавішні
- Євген Коваль — ударні

На початок 1998 року в Абордаж входили:
- Андрій Машошин — вокал, соло-гітара
- Стас Мягков — ударні
- Володимир «Гітлер» Кириленко — бас-гітара
- Оксана Ткач — клавішні

У такому складі група зіграла у великому збірному концерті за участю 7 команд, що представляли Севастополь, Феодосію і смт Приморське. 9 травня 1998 року відбувся перший виїзд групи за межі свого селища на концерт-сейшн до Феодосії.

### Абордаж на кримській сцені (1998—2003)
Восени 1998 готувалися до севастопольського рок-фестивалю «Крылья». У листопаді їздили до Севастополя на прослуховування. 16-18 грудня 1998 р. в Севастополі пройшов фестиваль «Крылья-2», на якому селищна команда «Абордаж» отримала премію за професіоналізм і за найкращий вокал, а також запрошення виступити влітку на фестивалі Moto Rocks, річну підписку на музичну газету «Джем» і ящик пива на додачу. На цьому фестивалі команду відмітили і оцінили продюсер групи «Ореол» Величко, який наступного року запросив групу на запис альбому, і Дмитро Троїцький (Димедрол) (згодом президент асоціації кримських рокерів, надалі багато співробітничав з групою як промоутер і як поет, автор текстів пісень «Посидим До Рассвета» і «Глазами Христовыми»). Група повернулася в Приморське окрилена, з великими планами на майбутнє.
З лютого 1999 р. з групою почав постійно працювати звукорежисер Сергій Незус. Пам'ятні дати 1999 року: лютий — концерт в магазині «Космос» в Приморському за підтримки друзів-серферів (Олег Шестаков); 24-25 травня — фестиваль Пивные Гвозди" в Севастополі (організатор — Дмитро Троїцький); виступ влітку на фестивалі бальних танців в залі спортивної школи (хореографічна група виступила разом з групою під пісню «Последний Абордаж»). 4-5 вересня — участь в байк-фестивалі на мисі Херсонес, концерт проходив на злітній смузі запасного військового аеродрому, організатор дії — Геннадій Міронов (Вайлд Майрон).
У жовтні 1999 музиканти дізналися з кримської газети «Джем», що Абордаж записується в Севастополі. Здивувалися, здзвонилися з продюсером Велічко і, отримавши підтвердження, відправилися до Севастополя.
У період з кінця жовтня по грудень 1999 р. займалися записом на студії і одночасно давали концерти. 7 листопада зіграли в знаменитому севастопольському рок-клубі «Бункер» (організатор — Вайлд Майрон). Були запрошені як гість на фестиваль «Крылья-3». Група вийшла на сцену 26 листопада, в завершальний день фестивалю. Виступ запам'ятався тим, що бажаючи розворушити публіку і ефектно завершити програму, вокаліст упірнув з сцени вниз головою в натовп, глядачі розступилася, і його приземлення зовсім не було м'яким, але все закінчилося благополучно. Що стосується альбому, запис на студії в грудні був перерваний, оскільки несподівано зник продюсер, що запросив гурт.
На початку 2000 р. відбулася заміна в складі. Клавішник Денис Бочкарьов, який почав співпрацювати з групою в 1999 р., остаточно увійшов до складу групи, з його приходом в команді з'явився ще один композитор. Були написані пісні «Посидим до рассвета», «Глазами Христовыми», «Герой», музика стала мелодійнішою.
У цей період бас-гитаристи Володимир Кириленко і Денис Саратов співпрацювали з групою як сесійні музиканти (Денис Саратов — ритм-гітарист гурту «Аутрейдж», з якою Абордаж репетирував паралельно на одній базі).
Як і раніше з складі команди Андрій Машошин (вокал, соло-гітара) і Стас Мягков (барабани). У лютому 2000 р. в Севастополі пройшов перший сольний концерт (організатор Громозека) (бас-гітарист на цьому концерті — Володимир Кириленко). У березні Дмитро Троїцький (Димедрол) організував концерт в «Імпульсі» (на бас гітарі — Денис Саратов). У липні 2000 р. під час святкування Дня міста Феодосії Абордаж виступив на фестивалі «Пиратский Пирог» на території кафе-мотеля «Катюша» в селищі Приморське.
У грудні 2000 р. Андрій Машошин отримав серйозну травму руки. Вже через місяць він зміг повернутися до репетицій. У лютому 2001 р. ще один удар для групи. По сімейних обставинах з команди пішов барабанщик Стас Мягков (хоча згодом він ще не раз допомагав групі на концертах). У Абордажі залишилися Машошин і Бочкарьов. Вони продовжували репетирувати, зайнялися організацією концертів молодих команд спільно з групою «Сорбонна» (з якою репетирували на одній базі).
У травні 2001 в Севастополі в кінотеатрі «Севастополь» пройшов рок-фестиваль, в якому Абордаж взяв участь в оновленому складі:
- Андрій Машошин — вокал, ритм-гітара
- Денис Бочкарьов — клавішні
- Павло Волжин — соло-гітара
- Антон Аністратов — бас-гітара (Сорбонна)
- Стас Мягков — ударні

У липні 2001 в смт Приморське відбувалося святкування 25-ліття клубу серферів «Wild Beach». Гурти з Севастополя, Керчі і Феодосії приїхали привітати серфінгистов. На цьому фестивалі музиканти Абордажу виступили з проектом «Сет-бек», за участю Паші Волжина, Антона Аністратова, Андрія Машошина і барабанщиків Дениса Саратова і Дениса Бочкарьова (барабанщики грали по черзі).
4-5 серпня 2001 р. групи Абордаж і «Сорбонна» провели фестиваль «Титановые волны-1» в Приморському на базі кафе-мотелю «Катюша» за участю команд з Феодосії, Приморського, Кривого Рогу.

У лютому 2002 р. у Феодосії в Будинку Офіцерів пройшов акустичний концерт групи «Дирли-Дирли», Абордаж був запрошений виступити на розігріві. На цьому концерті вперше з групою грав барабанщик Юрій Петовраджі (Сорбонна), а також гітарист Данило Лісевіч. У березні 2002 на запрошення Дмитра Троїцького група приїхала до Севастополя і зіграла на розігріванні у харківської команди Nokturnal Mortum. Склад Абордажу:
- Андрій Машошин — вокал, ритм-гітара
- Денис Бочкарьов — клавішні
- Павло Волжин — соло-гітара
- Антон Аністратов — бас-гітара (Сорбонна)
- Юрій Петовраджі — ударні

4 квітня Абордаж відкривав фестиваль на стадіоні в Севастополі, концерт пройшов за підтримки севастопольських байкерів (організатор Вайлд Майрон).
У квітні 2002 р. в студії на базі севастопольського матроського клубу зроблений демо-запис чотирьох пісень: «Ворон», «Глазами Христовыми», «Посидим До Рассвета», «На Абордаж». Окрім Машошина, Бочкарьова і Волжіна, в записі брали участь два сесійні музиканти: бас-гітарист Максим Шеремет (Сатисфакція) і барабанщик Денис Мельников (Fusion Orchestra, Другие). Олександра Шурпінова і Антон Аністратов допомогли знайти спонсора для цього запису. Денис Мельников виступив в ролі продюсера і звукорежисера.
У жовтні 2002 Андрій Машошин виїхав до Санкт-Петербурга. Наступний виступ Абордажу пройшов в січні 2003 року в Приморському в ДК «Бриз». Ще через рік, 7 січня 2004 року, в ДК «Бриз» відбувся концерт «Святочные вечера», на якому Абордаж грав в складі:
- Андрій Машошин — вокал, ритм-гітара
- Денис Бочкарьов — клавішні
- Антон Аністратов — бас-гітара (Сорбонна)
- Стас Мягков — ударні

Андрій Машошин (вокал, ритм-гітара), Антон Аністратов (бас-гітара), Денис Бочкарев (клавіші), Стас Мягков (барабани). 18 січня 2004 р. команда на запрошення Дмитра Троїцького виступила з концертом в Севастополі (з групою зіграв гітарист Павло Волжін, але не зміг приїхати Антон Аністратов). Концертна діяльність Абордажу на цьому урвалася.

### Санкт-Петербург (2004-)
Андрій Машошин, що перебрався до Петербургу, з червня 2004 р. став вокалістом пітерської групи Citadel. Влітку 2005 р. він познайомився з бас-гитарістом Віктором Оковитим (Citadel), почалася їх співпраця в рамках Абордажу. Пізніше до них приєднався гітарист Вадим Паршуткін. Взимку і весною 2006 р. йшли репетиції, продовжувався пошук барабанщика.

Приїхавши до Криму літом 2006 року, АБОРДАЖ виступав у Феодосії і ПГТ Приморський в складі:
- Андрій Машошин — вокал, ритм-гітара
- Вадим Паршуткін — соло-гітара
- Віктор Оковитий — бас-гітара

Окрім них в концертах брали участь барабанщик Юрій Петовраджі і клавішник Павло Коренєв (Citadel). В кінці липня група зіграла в Будинку Культури смт Приморське на святкуванні Дня Військово-морського Флоту Росії. 4 серпня 2006 р. АБОРДАЖ грав у Феодосії на концерті «Рок-звезды августа».
Восени 2006 поновилися репетиції в Петербурзі.
У жовтні 2006 до складу Абордажу увійшов гітарист Олександр Воропай (гурт «Проклятый Пророк», м. Сімферополь), а в грудні місце за барабанами зайняв Іван Ветрогонов («Проклятый Пророк»). Відновив співпрацю з групою клавішник Денис Бочкарьов.

Перший виступ гурту в Санкт-Петербурзі пройшов 25 лютого 2007 р. в клубі «Арктика» в складі:
- Андрій Машошин — вокал, ритм-гітара
- Віктор Оковитий — бас-гітара
- Олександр Воропай — соло-гітара
- Іван Ветрогонов — ударні
- Денис Бочкарьов — клавішні

Організатор концерту — Sapper («Sopor»).
У квітні 2007 почалася робота над записом демо. У березні-червні Абордаж грав в збірних концертах в клубах «Rocks Club» і «Орландіна». У червні 2007 група розлучилася з бас-гитарістом Віктором Оковитим, в липні 2007 басистом Абордажу став Володимир Логінов. У серпні 2007 група випустила демо, до нього увійшли 5 аудіо-трекыв. Гурт представив свій диск 2 вересня в клубі «Арктика».
28 листопада 2007 в клубі «PLAN-B» (Москва) група Абордаж виступила в 2 турі конкурсу «Времена На Стали» і вийшла у фінал конкурсу. Почалася підготовка до запису першого повноформатного альбому групи, коли прийшла сумна звістка. 21 січня 2008 в Києві під час операції помер Стас Мягков — засновник гурту, композитор, автор віршів до пісні «Ворон», творча людина, що дала назву групі і створила логотип «Абордаж».
З березня по червень 2008, не перериваючи концертної діяльності, група записала на студії «Нева» 12 треків для нового альбому, він отримав назву «Адский шторм» (рос. Пекельний шторм. Ремастерінг матеріалу був зроблений на студії «Cutting Room» в Швеції. В цей час на прохання басиста Володимира Логінова, сильно зайнятого в інших проектах, йому знайшли заміну. Новим басистом Абордажу став Дмитро «Палкін» Бистров.
Альбом «Адский шторм» вийшов на CD-Maximum. Презентація диску відбулася 20 вересня 2008 в клубі «Арктика», офіційна дата релізу — 25 вересня 2008. Після виходу дебютного альбому група вела активну концертну діяльність, пройшла презентація альбому в Москві і Великому Новгороді. Кульмінацією став грандіозний виступ 28 грудня в Севастополі, в Сімферополі пройшла зйомка для кримського телебачення. На початку лютого 2009 Олександр Воропай отримав виробничу травму руки, і на двох концертах його підміняв Володимир Куліков (група «Магеллан»). У березні Олександр Воропай повернувся на сцену, і група відіграла три важливі концерти: з групами Легион, Dragonforce і Grave Digger.
Навесні 2009 в результаті творчих розбіжностей зі складу групи вийшли Іван Ветрогонов, Олександр Воропай і Дмитро Бистров. Андрій Машошин і Денис Бочкарьов, як засновники групи, продовжили роботу в Абордажі, щоб писати пісні в своєму стилі і піднімати старий абордажівський матеріал. Скоро був набраний новий склад: барабанщик Юрій Петовраджі і гітарист Вадим Паршуткін, що раніше вже грали в команді, і новий музикант — бас-гітарист з Севастополя Ілля Печенюк. Бойове хрещення нового складу пройшло 11 липня 2009 в Севастополі в нічній програмі XIII Міжнародного Байк-шоу мотоклубу «Нічні вовки», а перший пітерський виступ — 28 серпня на відкритті метал-сезону.
У такому складі Абордаж виступав в клубах Санкт-Петербурга восени 2009 і готувався до запису нового альбому. У січні 2010 почалася робота в студії. Партії барабанів для альбому записав один з найкращих російських метал-барабанщиков Андрій Іщенко (Catharsis, Scartown, ex-Hieronymus Bosch і ін.). З початку 2010 року басиста Іллю Печенюка на концертах підміняв спочатку Віктор Оковитий, а потім Олексій Стрельцов. У квітні відбувся дебют нового барабанщика Абордажу — Івана Ширяєва. В серпні Печенюк відмовився від подальшої співпраці, і Стрельцов став офіційним учасником.

## Колишні учасники
- Стас Мягков — бас-гітара (1992—1996), ударні (1996—2001, також іноді пізніше), гітара (1997)
- Микола Карлович — гітара (1992—1997)
- Валентин «Вел» Дудін — ударні (1992—1996)
- Оксана Ткач — клавішні (1996—1999)
- Володимир «Гітлер» Кириленко — бас-гітара (1997—2001)
- Євген Коваль — ударні (1997)
- Денис Саратов — бас-гітара (1999—2001), ударні (2001) (Аутрейдж)
- Павло Волжин — гітара (2001—2004)
- Антон Аністратов — бас-гітара (2001—2004) (Сорбонна)
- Юрій Петовраджі — ударні (2002, 2006, 2009)
- Данило Лисевич — гітара (2002)
- Максим Шеремет — бас-гітара (на демо 2002) (Сатисфакция)
- Денис Мельников — ударні (на демо 2002) (Fusion Orchestra, Другие)
- Віктор Оковитий — бас-гітара (2004—2007, 2010) (Sopor, Elwood, Citadel, Korea)
- Павло Коренев — клавішні (2006) (Citadel)
- Олександр Воропай — гітара (2006—2009) (Проклятый Пророк, Kronwerk)
- Іван Ветрогонов — ударні (2006—2009) (Проклятый Пророк, Kronwerk)
- Володимир Логінов — бас-гітара (2007—2008)
- Дмитро «Палкін» Бистров — бас-гітара (2008—2009) (Kronwerk)
- Володимир Куликов — гітара (2009) (Магеллан)
- Андрій Іщенко — ударні (на альбомі 2010) (Hieronymus Bosch, Mortem, Рогатые Трупоеды, RD, Hatecraft, Ashen Light, Shadow Host, Stigmatic Chorus, Esgharioth, Kartikeya, Crystal Abyss, Viper Inc., Scartown, X-Rated 6ex6ex6ex, Scream in Darkness, Arcana Imperia, КалевалаCatharsis, Scrambled Defuncts, Symbol, End Zone, Вал'кирия, Dreaming Soul)
- Ілля Сакмаров — флейта (концерт 2010) (Elwood, Сакмаров-бэнд, Citadel)
- Ілля Печенюк — бас-гітара (Steel Age, ШАМ, М. Д. П., Паутина) (2009-2010)

## Дискографія
| Назва                        | Переклад                    | Рік  | Тип                |
| ---------------------------- | --------------------------- | ---- | ------------------ |
|                              |                             | 2002 | Демо               |
|                              | Виступ в ДК «Бриз»          | 2002 | Концертний альбом  |
| Абордаж                      |                             | 2007 | Демо               |
| Адский Шторм                 | Пекельний шторм             | 2008 | Повноцінний альбом |
| Спокойная жизнь - не для нас | Спокійне життя - не для нас | 2010 | Повноцінний альбом |